# Passé composé
De passé composé is een werkwoordsvorm in de Franse taal. Hij drukt de voltooid tegenwoordige tijd (v.t.t.) uit.

## Vorming
De passé composé van een werkwoord wordt gemaakt door een vorm van een hulpwerkwoord met daarachter een voltooid deelwoord. Er is vaak verwarring rond de vorming van dat voltooide deelwoord (participe passé) in het Frans.
Het hulpwerkwoord is op een aantal uitzonderingen na altijd avoir ('hebben', een enkele maal 'zijn') en vervoegt zich naar het onderwerp.
Voorbeelden:
- Ze is haar tasje vergeten. - Elle a oublié sa sacoche.
- We zijn weer opnieuw begonnen. - Nous avons recommencé de nouveau.
- Zij zijn hier nog niet geweest. - Ils (Elles) n’ont pas encore été ici.

### Uitzonderingen
Het hulpwerkwoord is altijd avoir, zelfs bij été ('geweest', van être). Er zijn echter twee groepen uitzonderingen:
1) Alle wederkerende werkwoorden worden met être ('zijn') vervoegd.
Voorbeeld: Hij heeft zich geschoren - Il s' est rasé
2) Er is een groep uitzonderingen die ook met être vervoegd worden (het 'être-huis' of in het Frans: La 'maison d'être'). De meeste werkwoorden in deze groep drukken een beweging uit. Het gaat om de volgende werkwoorden (en werkwoorden met deze werkwoorden als deel daarvan, bijvoorbeeld revenir, maar niet prévenir - il m'a prévenu):
- aller
- arriver
- entrer
- rentrer
- venir
- partir
- passer
- retourner
- sortir
- descendre
- monter
- tomber
- naître
- devenir
- rester
- mourir

Voorbeelden:
- Ik ben gekomen. - Je suis venu(e).
- Jij bent gegaan. - Tu es allé(e).
- Zij zijn hier nog niet aangekomen. - Ils (Elles) ne sont pas encore arrivés (arrivées) ici.

(de -e komt er alleen bij als het onderwerp vrouwelijk is; als het onderwerp mannelijk meervoud is, komt er achter het voltooid deelwoord een -s bij; als het vrouwelijk meervoud is, komt er -es bij)